# Nicolae Vasilescu-Karpen
Pour les articles homonymes, voir Vasilescu et Karpen.
Nicolae Vasilescu-Karpen (10 décembre / 22 décembre 1870, Craiova - 2 mars 1964, Bucarest) était un ingénieur et physicien roumain qui a effectué en Roumanie les premiers travaux dans le domaine de la télégraphie et la téléphonie. Il est également à l'origine de réalisations notables en génie mécanique et en génie civil, en téléphonie longue distance, en électrochimie,.
Après des études au lycée de Craiova, il intégra l'École des ponts, des routes et des Mines de Bucarest. Après l'obtention de son diplôme en 1891, il a travaillé comme ingénieur civil pendant trois ans, puis est allé en France étudier la physique à l'Université de Paris. En 1904, il reçut un doctorat de physique. Sa thèse s'intitule Recherches sur L'effet magnetique des Corps électrisés en mouvement. Après une année passée en tant que professeur à l'université de Lille, il est retourné en Roumanie pour enseigner à l'École des ponts, des routes et des mines, où il a été nommé directeur en février 1920. Grâce à ses efforts, l'école a été transformée plus tard cette année en Université Polytechnique de Bucarest. Vasilescu-Karpen a été le premier recteur de cette université, où il a exercé cette fonction jusqu'en 1940.
- En 1908, il inventa la pile dite Karpen[2],[3].
- En 1922, il a été élu à l'Académie roumaine[2].
- Il est l'ingénieur qui a introduit une liaison télécom filaire permanente entre la ville de Brașov et Bucarest. Il a marqué l'introduction de la transmission électrique des télégrammes câblé dans l'ancien Royaume de Roumanie en 1920 [citation nécessaire] Décembre.

## Pile Karpen
Le principe de fonctionnement que Vasilescu-Karpen invoque pour ses piles à électrodes inattaquables est celui de la transformation de l'énergie thermique ambiante en énergie électrique. Les électrodes ne réagissent pas avec le milieu ionique, aucune réaction chimique n'a lieu, aucun produit n'est consommé. Bien que contraire au second principe de la thermodynamique et constituant un Mouvement perpétuel de type 2, les communications de Vasilescu-Karpen sur ce principe de fonctionnement furent publiées dans les comptes rendus de l'Académie des Sciences française entre 1927 et 1944. Vasilescu-Karpen déposa également le brevet d'invention FR577087A.
Une telle pile est prétendue fournir de l'énergie en continu depuis plus de 60 ans, au Musée Technique National Roumain «Dimitrie Leonida» de Bucarest, mais sans preuve formelle du fonctionnement continu.